# Etiuda op. 25 nr 11 (Chopin)

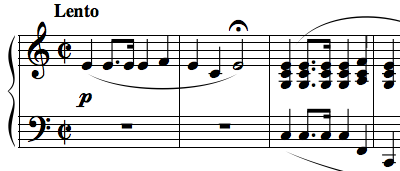
Początek Etiudy

Etiuda a-moll op. 25 nr 11 – jedenasta z drugiego zbioru Etiud Fryderyka Chopina. Została skomponowana na fortepian w 1836. Dedykowana hr. Marii d'Agoult, kochance Liszta (à Madame la Comtesse d'Agoult), jak cały opus 25. Nazywana jest Wiatrem zimowym lub Eroicą, ze względu na ogromną ekspresję, jak w III Symfonii Es-dur Ludwiga van Beethovena.